# Prêmio Supremo Nacional de Ciência e Tecnologia
Concedido a primeira vez em 2000, o Prêmio Supremo Nacional de Ciência e Tecnologia (chinês: 国家最高科学技术奖) é o prêmio científico de maior destaque concedido pelo Presidente da República Popular da China a cientistas trabalhando na China. Concedido anualmente em janeiro, é um dos cinco Prêmios Nacionais de Ciência e Tecnologia estabelecidos pelo Conselho de Estado da República Popular da China.
O prêmio consiste em um honorário de 5 milhões de renminbi, com 10% destinado como bônus ao cientista e o restante concedido para suportar sua pesquisa científica. Esta premiação é também referenciada como o "Prêmio Nobel da China".

## Recipientes
2000
- Yuan Longping - agriculturista
- Wu Wenjun - matemático

2001
- Wang Xuan - cientista da computação
- Huang Kun - físico

2002
- Jin Yilian - cientista da computação[2]

2003
- Liu Dongsheng - geólogo
- Wang Yongzhi - cientista aeroespacial

2004
Não concedido
2005
- Ye Duzheng - meteorologista
- Wu Mengchao - cirurgião

2006
- Li Zhensheng - geneticista de plantas

2007
- Min Enze - engenheiro petroquímico
- Wu Zhengyi - biologista

2008
- Wang Zhongcheng - neurologista
- Xu Guangxian - químico

2009
- Gu Chaohao - matemático
- Sun Jiadong - engenheiro de satélite

2010
- Shi Changxu - cientista dos materiais
- Wang Zhenyi - patofisiologista

2011
- Xie Jialin - físico
- Wu Liangyong - arquiteto

2012
- Zheng Zhemin - físico
- Wang Xiaomo - engenheiro de radar

2013
- Zhang Cunhao - químico físico
- Cheng Kaijia - físico nuclear

2014
- Yu Min - físico nuclear

2015
Não concedido
2016
- Zhang Cunhao - físico
- Tu Youyou - químico farmacêutico